# John Wood der Ältere

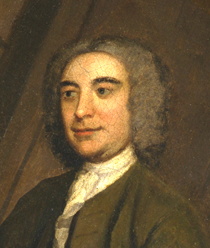
John Wood

John Wood der Ältere (* vermutlich 1704 in Yorkshire; † 23. Mai 1754 in Bath), auch Wood of Bath genannt, war ein englischer Baumeister und Architekturschriftsteller.
Der Vater von John Wood dem Jüngeren gilt als Vertreter des palladianischen Klassizismus.
Seit 1724 errichtete er die Stadtanlage der Ortschaft Bath, daneben baute er mehrere Landsitze wie etwa Prior Park. Außerdem sind die Börse in Bristol (1740 bis 1743) sowie das Rathaus in Liverpool (ab 1748) Werke John Woods.